# Gay (Georgia)
Gay è un comune degli Stati Uniti d'America, situato nello Stato della Georgia, nella Contea di Meriwether.